# 共沈
共沈とは、２種以上の物質が溶解している溶液から１種の物質が沈殿をおこすとき、溶解度積に達していない他種の物質も沈殿を起こすことを指す。
共沈する際には、吸着、吸蔵、固溶体の形成など各種の現象を伴うことが多い。